# Zapora Chambon

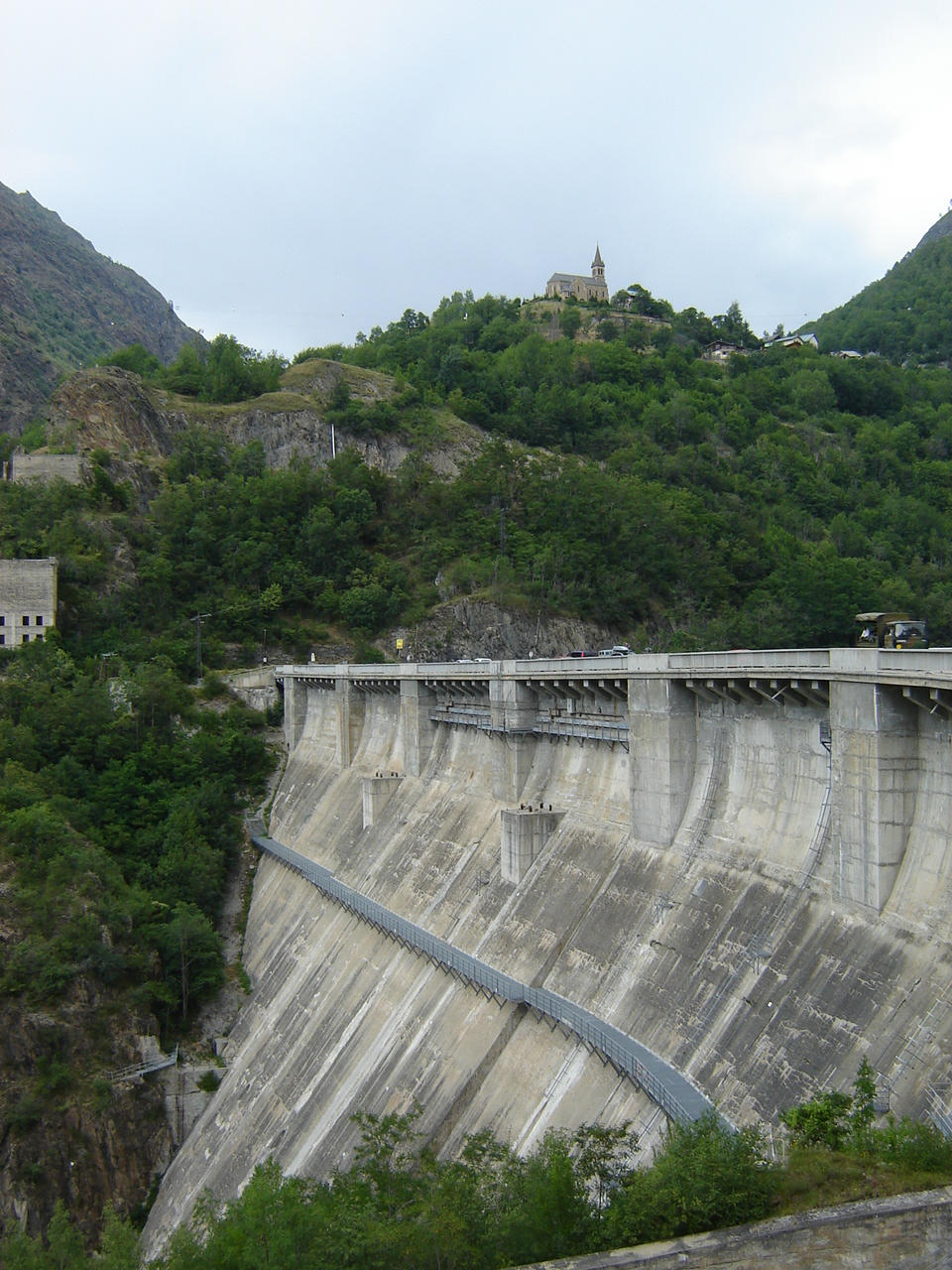
Zapora Chambon

Zapora Chambon – zapora wodna na rzece Romanche w południowo-wschodniej Francji.
Zapora znajduje się na terenie gmin Le Freney-d’Oisans i Mizoën w departamencie Isère w Alpach Francuskich. Została wybudowana w latach 1929–1935. W wyniku spiętrzenia zaporą wód Romanche powstał zbiornik zaporowy Chambon.
Jest to zapora typu ciężkiego. Jej długość wynosi 294 m, wysokość 90 m, a szerokość u podstawy 70 m. Lustro wody znajduje się na poziomie 1040 m n.p.m. W momencie rozpoczęcia piętrzenia wody w zbiorniku zaporowym (24 kwietnia 1935 r.) była to najwyższa zapora wodna w Europie.